# 경인방송 뉴스
《경인방송 뉴스》는 평일 오전 10시, 매일 오후 2시, 매일 오후 4시, 주말 저녁 6시에 방송되는 경인방송의 라디오 뉴스 프로그램이다.

## 기획의도 / 개요
- 편성표에는 경인방송 뉴스로 표기하고 있다.
- 아나운서 멘트 모두 경인방송 정시 뉴스로 표기하고 있다.
- 2024년 7월 8일부터 평일 오전 10시, 오후 2시에 영어 뉴스가 방송한다.

## 방송 시간
- 평일 오전 10시, 매일 오후 2시, 매일 오후 4시, 주말 저녁 6시

## 진행자
- 경인방송 아나운서

## 같이 보기
- 경인방송